# Bohemians 1905
Pour l’article homonyme, voir Bohemians Praha (Střížkov).
Maillots
Actualités
Le Bohemians Prague est un club tchèque de football basé à Vršovice, un quartier de Prague. Considéré comme le club le plus populaire de Prague, il est fréquemment surnommé « Bohemka ».

## Histoire

### Historique
- 1905 : Création de AFK Vršovice dans le quartier praguois du même nom.
- 1927 : Le club est invité à une tournée en Australie où il adopte le nom de AFK Bohemians Praha (plus parlant que Vršovice). Après seulement trois défaites en vingt rencontres, les joueurs reviennent au pays avec deux kangourous. Les animaux seront légués au Zoo de Prague et deviendront les symboles du club, figurant notamment sur l'écusson.
- 1940 : Le club est renommé AFK Bohemia
- 1945 : Le club est renommé AFK Bohemians
- 1948 : Le club est renommé Železničáři Praha
- 1952 : Le club est renommé Spartak Praha Stalingrad
- 1961 : Le club est renommé ČKD Praha
- 1961 : Le club est renommé Bohemians ČKD Praha.
- 1983 : Le club réalise la plus belle saison de son histoire. Il parvient jusqu'en demi-finales de la Coupe UEFA, éliminant au passage l'AS Saint-Étienne (0-0, 4-0), et remporte son premier et seul titre de Champion de Tchécoslovaquie.
- 1985 : Bohemians termine deuxième du Championnat de Tchécoslovaquie.
- 1993 : Le club est renommé FC Bohemians Praha
- 2005 : Une mauvaise gestion conduit le club dans une situation de faillite près de 40 millions de couronnes tchèques de dettes (environ 1,3 million d'euros)[2]. Le club est relégué en troisième division tchèque, ses supporters s'étant cotisés pour régler une partie des dettes. Le club est renommé Bohemians 1905.
- 2007 : Bohemians remonte dans l'élite du football tchèque.

### Historique des logos

Ancien logo
Logo actuel

## Bilan sportif

### Palmarès
- Championnat de Tchécoslovaquie : 
  - Champion : 1983
  - Vice-champion : 1985

- Coupe de Tchécoslovaquie :
  - Vainqueur : 1942
  - Finaliste : 1935, 1942, 1982

- Championnat de Tchéquie de deuxième division :
  - Champion : 1999

- Meilleure performance européenne : Demi-finaliste de la Coupe UEFA 1982-1983

### Bilan européen
Légende
- Victoire ou qualification pour le tour suivant
- Match nul
- Défaite ou élimination de la compétition

Note : dans les résultats ci-dessous, le score du club est toujours donné en premier.
| Saison    | Compétition               | Tour                | Club                 | Domicile | Extérieur | Total             |
| --------- | ------------------------- | ------------------- | -------------------- | -------- | --------- | ----------------- |
| 1975-1976 | Coupe UEFA                | 32es de finale      | Budapest Honvéd      | 1 - 2    | 1 - 1     | 2 - 3             |
| 1979-1980 | Coupe UEFA                | 32es de finale      | Bayern Munich        | 0 - 2    | 2 - 2     | 2 - 4             |
| 1980-1981 | Coupe UEFA                | 32es de finale      | Sporting de Gijón    | 3 - 1    | 1 - 2     | 4 - 3             |
| 1980-1981 | Coupe UEFA                | Seizièmes de finale | Ipswich Town         | 2 - 0    | 0 - 3     | 2 - 3             |
| 1981-1982 | Coupe UEFA                | 32es de finale      | Valence CF           | 0 - 1    | 0 - 1     | 0 - 2             |
| 1982-1983 | Coupe UEFA                | 32es de finale      | Admira Wacker Vienne | 5 - 0    | 2 - 1     | 7 - 1             |
| 1982-1983 | Coupe UEFA                | Seizièmes de finale | AS Saint-Étienne     | 4 - 0    | 0 - 0     | 4 - 0             |
| 1982-1983 | Coupe UEFA                | Huitièmes de finale | Servette FC          | 2 - 1    | 2 - 2     | 4 - 3             |
| 1982-1983 | Coupe UEFA                | Quarts de finale    | Dundee United        | 1 - 0    | 0 - 0     | 1 - 0             |
| 1982-1983 | Coupe UEFA                | Demi-finales        | RSC Anderlecht       | 0 - 1    | 1 - 3     | 1 - 4             |
| 1983-1984 | Coupe des clubs champions | Seizièmes de finale | Fenerbahçe SK        | 4 - 0    | 1 - 0     | 5 - 0             |
| 1983-1984 | Coupe des clubs champions | Huitièmes de finale | Rapid Vienne         | 2 - 1    | 0 - 1     | 2 - 2E            |
| 1984-1985 | Coupe UEFA                | 32es de finale      | Apollon Limassol     | 6 - 1    | 2 - 2     | 8 - 3             |
| 1984-1985 | Coupe UEFA                | Seizièmes de finale | Ajax Amsterdam       | 1 - 0 ap | 0 - 1     | 1 - 1 (4 - 2 tab) |
| 1984-1985 | Coupe UEFA                | Huitièmes de finale | Tottenham Hotspur    | 1 - 1    | 0 - 2     | 1 - 3             |
| 1985-1986 | Coupe UEFA                | 32es de finale      | Rába Györ            | 4 - 1 ap | 1 - 3     | 5 - 4             |
| 1985-1986 | Coupe UEFA                | Seizièmes de finale | FC Cologne           | 0 - 4    | 2 - 4     | 2 - 8             |
| 1987-1988 | Coupe UEFA                | 32es de finale      | KSK Beveren          | 1 - 0    | 0 - 2     | 1 - 2             |
| 2023-2024 | Ligue Europa Conférence   | Deuxième tour Q     | FK Bodø/Glimt        | 2 - 4    | 0 - 3     | 2 - 7             |

## Personnalités du club

### Anciens joueurs
- Kamil Čontofalský ( Slovaquie)
- Karol Dobiáš ( République tchèque)
- Zdeněk Hruška ( Tchécoslovaquie)
- Frantisek Jakubec ( Tchécoslovaquie)
- Petr Kouba ( République tchèque)
- Pavel Mareš ( République tchèque)
- Antonín Panenka ( République tchèque)